# Biais de notification
Ne doit pas être confondu avec Biais de publication.
Un biais de notification (reporting bias en anglais) est, dans le domaine de la recherche scientifique, un biais statistique qui survient quand la diffusion des résultats d'une étude est influencée par la nature et l'orientation des résultats obtenus ou souhaités. L'exemple le plus identifié et connu est le biais de publication. D'autres biais de notification sont moins pris en considération et pourtant ils peuvent être d'égale importance du fait de leur influence sur les méta-analyses et revues systématiques.
En épidémiologie, ce biais correspond à la sélection par le sujet de ce qu'il choisit ou pas de rapporter comme information (par exemple concernant ses antécédents médicaux, s'il est fumeur, etc.).

## Types de biais de notification
Ces différents biais de notification sont recensés par Cochrane dans son manuel sur les revues systématiques.

### Biais de publication dupliquée (multiple)
Une étude produisant des résultats significatifs peut générer plusieurs publications, lesquelles ne sont pas forcément identifiées comme émanant d'une unique étude, ce qui peut biaiser des analyses.

### Biais de décalage
Les études à résultats positifs sont plus vite publiées que celles avec un résultat non significatif ou négatif.

### Biais d'emplacement
Il est constaté que la publication de résultats d'une étude de qualité est plus susceptible de se faire dans des journaux reconnus. Les journaux à faible impact peuvent, selon les domaines de recherche, être plus susceptibles de rapporter des résultats significatifs. De même, certains pays peuvent avoir tendance, plus que d'autres, à produire des recherches rapportant des effets importants.

### Biais de citation
Il provient du fait de citer des études, pour appuyer ou justifier un point de vue. Il est constaté, concernant plusieurs sujets d'étude, que les auteurs ont tendance à citer des études à résultats positifs, mais pas les négatifs.

### Biais de langue
Il résulte de la sélection d'études dans une langue, généralement l'anglais.

### Biais de mention des résultats
Un biais de mention des résultats provient de la sélection, pour la publication, d'une partie seulement des données, en fonction des résultats obtenus. Ce type de biais se retrouve notamment dans l’évaluation des effets indésirables des médicaments, lesquels peuvent être omis lors d'essais cliniques.